# Våga Lindell
Augusta Johanna Våga Lindell, född 2 juni 1926 i Jönköping, död 30 juli 1996, var en svensk målare och dekorationsmålare.
Hon var dotter till fabrikschefen Gustav Axel David Lindell och Emma Sigrid Ida Billmanson. Efter avlagd studentexamen i hemorten studerade hon konst vid Konstfackskolan 1946-1950 dessutom studerade hon målning för Einar Forseth 1948 och för Hugo Gehlin 1949. Under fyra år på 1950-talet reste hon i omgångar till Frankrike för att studera freskomålning, restaurering och teckning. Hon tilldelades 1952 ett stipendium ur Hans Oskar och Amalia Rundquists fond. Hon medverkade i samlingsutställningar med Norra Smålands konstförenings utställningar i Jönköping, Tranås konstförenings utställningar i Tranås samt i en grupputställning på Welamsons konstgalleri i Stockholm. Till hennes offentliga arbeten hör en muralmålning för Lindells vågfabrik. Hennes konst består av porträtt, landskapsskildringar i en lätt förenklad stil samt abstrakt hållna kompositioner och applikationsarbeten i textil.